# 세프턴 도시 자치구

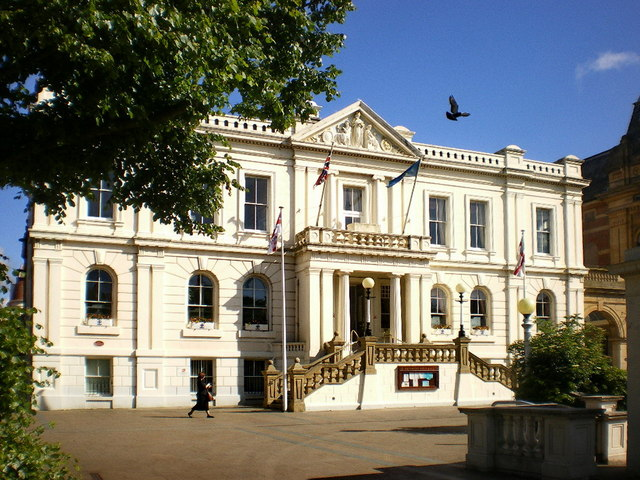
사우스포트 시청

세프턴 도시 자치구의 위치

세프턴 도시 자치구(영어: Metropolitan Borough of Sefton)는 잉글랜드 머지사이드주에 위치한 도시 자치구로 중심 도시는 부틀, 사우스포트이며 면적은 153.1km2, 인구는 273,790명(2014년 기준), 인구 밀도는 1,800명/km2이다.